# Episodi di CSI - Scena del crimine (ottava stagione)
L'ottava stagione della serie televisiva CSI - Scena del crimine, formata da 17 episodi, è stata trasmessa dal 27 settembre 2007 al 15 maggio 2008.
Invece in Italia è andata in onda in prima visione assoluta dal 20 marzo al 22 maggio 2008 per la prima parte (ep. 1-11) e dal 25 settembre al 30 ottobre 2008 la seconda parte (ep. 12-17) su Fox Crime. In chiaro, viene trasmessa dal 4 marzo 2009 al 28 maggio 2009 su Italia 1.
| nº | Titolo originale                    | Titolo italiano                   | Prima TV USA      | Prima TV Italia   |
| -- | ----------------------------------- | --------------------------------- | ----------------- | ----------------- |
| 1  | Dead Doll (2)                       | L'ultima miniatura, seconda parte | 27 settembre 2007 | 20 marzo 2008     |
| 2  | A La Cart                           | Una cena al buio                  | 4 ottobre 2007    | 27 marzo 2008     |
| 3  | Go to Hell                          | L'esorcismo                       | 11 ottobre 2007   | 3 aprile 2008     |
| 4  | The Case of the Cross Dressing Carp | Cuore di madre                    | 18 ottobre 2007   | 10 aprile 2008    |
| 5  | The Chick Chop Flick Shop           | Sangue e finzione                 | 1º novembre 2007  | 17 aprile 2008    |
| 6  | Who & What (1)                      | Il rapimento (1)                  | 8 novembre 2007   | 24 aprile 2008    |
| 7  | Goodbye and Good Luck               | Addio e buona fortuna             | 15 novembre 2007  | 1º maggio 2008    |
| 8  | You Kill Me                         | Tu mi uccidi                      | 22 novembre 2007  | 8 maggio 2008     |
| 9  | Cockroaches                         | Scarafaggi                        | 6 dicembre 2007   | 15 maggio 2008    |
| 10 | Lying Down With Dogs                | Combattimenti clandestini         | 13 dicembre 2007  | 22 maggio 2008    |
| 11 | Bull                                | Toro                              | 10 gennaio 2008   | 29 maggio 2008    |
| 12 | Grissom's Divine Comedy             | La divina commedia di Grissom     | 3 aprile 2008     | 25 settembre 2008 |
| 13 | A Thousand Days on Earth            | Mille giorni sulla Terra          | 10 aprile 2008    | 2 ottobre 2008    |
| 14 | Drops Out                           | Catena di delitti                 | 24 aprile 2008    | 9 ottobre 2008    |
| 15 | The Theory Of Everything            | Le stringhe                       | 1º maggio 2008    | 16 ottobre 2008   |
| 16 | Two And a Half Deaths               | Due morti e mezza                 | 8 maggio 2008     | 23 ottobre 2008   |
| 17 | For Gedda                           | L'arresto di Warrick              | 15 maggio 2008    | 30 ottobre 2008   |

## L'ultima miniatura, seconda parte
- Titolo originale: Dead Doll (2)
- Diretto da: Kenneth Fink
- Scritto da: Dustin Lee Abraham, Allen MacDonald e Naren Shankar

### Trama
Grissom e la squadra sono alla ricerca di Sara, che è stata rapita dal killer delle miniature e lasciata a morire sotto un'auto nel deserto; quando comincia a piovere Sara tenta di uscire dalla macchina per non affogare. Quando la squadra arriva sul posto non trova Sara che nel frattempo si è incamminata nel deserto per trovare aiuto. Grissom e Catherine a piedi seguono gli indizi di Sara e trovano un cadavere. Nick invece in macchina prosegue sulla strada e grazie al riflesso di uno specchio trova la collega svenuta e chiama aiuto. Sara che apre gli occhi durante il trasporto aereo e vede Grissom al suo fianco.
- Altri interpreti: Jessica Collins, Zach Grenier, Larry Hankin, Patrick Renna
- Special guest star: Louise Lombard
- Ascolti USA: telespettatori 25 220 000.[3]
- Ascolti TV Italia: 3 824 000 telespettatori.[4]

## Una cena al buio
- Titolo originale: A La Cart
- Diretto da: Richard J. Lewis
- Scritto da: Sarah Goldfinger e Richard Catalani

### Trama
Grissom, Nick e Greg indagano sulla morte di un pilota di go-kart il cui corpo senza testa è stato ritrovato poco distante dall'autostrada su cui stava guidando; Catherine e Warrick lavorano per risolvere il misterioso omicidio di un popolare editore di una rivista per uomini, avvenuta in un ristorante dove i clienti mangiano al buio.
- Altri interpreti: Karina Lombard, Neil Jackson, Marc Vann, John Ross Bowie, Melanie Paxson, Danneel Harris, Tyler Kain, Brando Eaton, Michael Olifiers, Darris Love, Sheeri Rappaport, David Berman, Mary Gordon Murray, Ken Lerner, Jake McLaughlin, William Wellman Jr., Heidi Lynne Herschbach
- Ascolti USA: telespettatori 20 970 000.[5]
- Ascolti TV Italia: 2 970 000 telespettatori.[6]

## L'esorcismo
- Titolo originale: Go to Hell
- Diretto da: Jeffrey Hunt
- Scritto da: Douglas Petrie

### Trama
Il team indaga sulla morte di una coppia e della loro figlia più giovane, e la scomparsa della figlia più grande, che si crede sia posseduta dal diavolo.
- Altri interpreti: Liz Vassey, Jessica Lucas, Rhys Coiro, Brittany Robertson, Sam Witwer, Archie Kao, Sheeri Rappaport, David Berman, Philip Newby, Debra Wilson Skelton
- Special guest star: Harold Perrineau
- Ascolti USA: telespettatori 19 790 000.[7]
- Ascolti TV Italia: 2 643 000 telespettatori.[8]

## Cuore di madre
- Titolo originale: The Case of the Cross-Dressing Carp
- Diretto da: Alec Smight
- Scritto da: David Rambo e Jacqueline Hoyt

### Trama
La morte per impiccagione di un possibile maschio ermafrodita è connesso a una fornitura d'acqua contaminata, mentre il turno di giorno indaga su dei resti di scheletro vecchi di 40 anni trovati nel sito di un casinò recentemente demolito. Grissom chiede a Sara di sposarlo e lei accetta, mentre Greg rivela che sta scrivendo un libro sulla storia di Las Vegas.
- Altri interpreti: Liz Vassey, Jessica Lucas, William Russ, Lucas Babin, Erika Alexander, John Billingsley, Archie Kao, David Berman, Jon Wellner, Todd Jeffries
- Special guest star: Gail O'Grady, Anita Gillette
- Ascolti USA: telespettatori 21 220 000.[9]
- Ascolti TV Italia: 3 056 000 telespettatori.[10]

## Sangue e finzione
- Titolo originale: The Chick Chop Flick Shop
- Diretto da: Richard J. Lewis
- Scritto da: Evan Dunsky

### Trama
Il team indaga sull'omicidio di un'attrice di film horror/splatter, trovata sul set con un'ascia sulla schiena. L'autopsia rivela che è stata trafitta ma l'ascia ritrovata non è l'arma del delitto visto che è stata uccisa con una conduttura. Quando Ronnie scopre un secondo cadavere nello studio appeso sui travetti, si trova faccia a faccia con l'assassino. Sara si dispera del fatto di trovarsi di fronte alla morte ogni giorno.
- Altri interpreti: Liz Vassey, Chris Diamantopoulos, John Asher, Jessica Lucas, Will Sasso, Martin Klebba, Archie Kao, Matt Gerald, David Berman, Jon Wellner, Stephen Full
- Special guest star: John Ventimiglia
- Ascolti USA: telespettatori 19 060 000.[11]
- Ascolti TV Italia: 2 588 000 telespettatori.[12]

## Il rapimento (1)
- Titolo originale: Who and What (1)
- Diretto da: Danny Cannon
- Scritto da: Richard Catalani, Danny Cannon, Carol Mendelsohn e Naren Shankar

### Trama
L'agente dell'FBI Jack Malone unisce le sue forze a quelle di Grissom per rintracciare un serial killer, a seguito del ritrovamento di una vittima per omicidio a Las Vegas il cui profilo genetico corrisponde a quello di un ragazzino rapito a New York sei anni prima.
- Altri interpreti: Liz Vassey, Denis O'Hare, John Hawkes, Nathan Gamble, Anthony Ruivivar, Archie Kao, David Berman, Kim Beuche, Muse Watson, Nicole Cannon, Dig Wayne, Sarah Danielle Madison
- Special guest star: Anthony LaPaglia
- Ascolti USA: telespettatori 21 940 000.[13]
- Nota: L'episodio è la prima parte del crossover con Senza traccia. La vicenda si conclude infatti nell'episodio 6 della sesta stagione di Senza traccia (Ladro di bambini (2)).
- Ascolti TV Italia: 3 109 000 telespettatori.[14]

## Addio e buona fortuna
- Titolo originale: Goodbye and Good Luck
- Diretto da: Kenneth Fink
- Scritto da: Allen MacDonald, Naren Shankar e Sarah Goldfinger

### Trama
Il CSI indaga quando viene ritrovata una matricola del college che è morta a causa di una caduta. Scoprono che la vittima aveva una relazione con un ragazzo che era sospettato in un caso di omicidio insieme alla sorella minore, cioè una bambina prodigio. Sara si occupa del caso e si convince che la bambina abbia ucciso la ragazza del fratello e che stia cercando di incolpare dell'omicidio quest'ultimo, in modo da farlo rinchiudere in prigione e continuare ad avere il pieno controllo su di lui. Sara alla fine lascia la CSI, Las Vegas e soprattutto Grissom, per riuscire ad affrontare il trauma del rapimento avvenuto mesi prima.
- Altri interpreti: Juliette Goglia, Douglas Smith, Jessica Lucas, Riley Smith, Archie Kao, David Berman, Onahoua Rodriguez, Sheeri Rappaport, Jon Wellner, Larry Sullivan, Rene L. Moreno
- Ascolti USA: telespettatori 21 370 000.[15]
- Ascolti TV Italia: 2 585 000 telespettatori.[16]

## Tu mi uccidi
- Titolo originale: You Kill Me
- Diretto da: Paris Barclay
- Scritto da: Douglas Petrie, Naren Shankar e Sarah Goldfinger

### Trama
Hodges inscena degli omicidi ipotetici in laboratorio, in modo da dare ai suoi colleghi di laboratorio una possibilità di giocare all'agente del CSI, ma senza che loro lo sappiano ci sono altri motivi dietro le sue azioni. Nel frattempo, dopo la partenza di Sara, tutti cercano di confortare Grissom.
- Altri interpreti: Liz Vassey, Archie Kao, Gerald McCullouch, David Berman, Sheeri Rappaport, Jon Wellner
- Ascolti USA: telespettatori 14 750 000.[17]
- Ascolti TV Italia: 2 594 000 telespettatori.[18]

## Scarafaggi
- Titolo originale: Cockroaches
- Diretto da: William Friedkin
- Scritto da: Dustin Lee Abraham

### Trama
Il cadavere di un uomo viene gettato da un camion per le immondizie che viene raggiunto dalla polizia. La vittima era un autista di limousine connesso ad un nightclub riconducibile alla mafia. Warrick crede che il proprietario del locale sia il responsabile e si mette al lavoro per provarlo. Sfortunatamente, la dipendenza di Warrick alle pillole e lo stile di vita sconsiderato hanno impatti negativi sul suo lavoro. Più tardi, Warrick diventa il sospettato primario di un altro omicidio collegato alla mafia.
- Altri interpreti: Rick Hoffman, Beth Broderick, John Capodice, Rebecca Budig, Conor O'Farrell, Dennis Christopher, Archie Kao, David Berman
- Ascolti USA: telespettatori 18 800 000.[19]
- Ascolti TV Italia: 2 588 000 telespettatori.[12]

## Combattimenti clandestini
- Titolo originale: Lying Down With Dogs
- Diretto da: Michael Slovis
- Scritto da: Christopher Barbour e Michael F.X. Daley

### Trama
Il cadavere di un esponente dell'alta società, conosciuto per i suoi contributi alla beneficenza, viene scoperto in una discarica insieme ai cadaveri di parecchi cani. Le indagini rivelano che la vittima era coinvolta in combattimenti clandestini tra cani e potrebbe aver torturato alcuni degli animali al canile. Nel frattempo, Warrick cerca di provare la sua innocenza nell'omicidio di una ballerina esotica, corpo che è stato ritrovato nella sua auto all'esterno di un nightclub.
- Altri interpreti: Liz Vassey, Vincent Laresca, Zack Ward, Jesse Borrego, Mark L. Young, Jamie Luner, Erik Jensen, John Capodice, Dennis Christopher, Rebecca Budig, Geoffrey Rivas, Tim Kelleher, David Berman, Sheeri Rappaport, Jon Wellner, Terry Bozeman, Chris DeRose
- Ascolti USA: telespettatori 19 870 000.[20]
- Ascolti TV Italia: 2 697 000 telespettatori.[21]

## Toro
- Titolo originale: Bull
- Diretto da: Richard J. Lewis
- Scritto da: David Rambo e Steven Felder

### Trama
Avvengono tre omicidi durante l'annuale rodeo di cavalcatura del toro a Las Vegas. La prima vittima è un torero che viene ritrovato dopo ore nell'angolo vuoto di un toro. La seconda è una vittima casuale collegata alla prima. Più tardi, una terza vittima, un pappone del posto, viene ritrovato nei bagni di un saloon. Le indagini rivelano che i crimini potrebbero essere ricollegati ad un allevamento clandestino di tori.
- Altri interpreti: Liz Vassey, Nicole Sullivan, Eric Pierpont, Julie Brown, Tamara Braun, Joseph Campanella, James Hiroyuki Liao, Ty Murray, Patrick McGaw, Archie Kao, David Berman, Chuck Hittinger, Brendan Wayne, Shane Conrad
- Special Musical Performance: Jewel
- Ascolti USA: telespettatori 18 180 000.[22]
- Ascolti TV Italia: 2 777 000 telespettatori.[23]

## La divina commedia di Grissom
- Titolo originale: Grissom's Divine Comedy
- Diretto da: Richard J. Lewis
- Scritto da: Jacqueline Hoyt e Carol Mendelsohn

### Trama
Grissom e la sua squadra vengono chiamati dal vice procuratore Klein ad indagare sulla morte di un testimone chiave in un processo riguardante il capo di una pericolosa gang di Las Vegas. L'esplosione dell'appartamento dell'imputato, avvenuta un attimo prima della perquisizione da parte di Grissom e Warrick, induce gli inquirenti a ritenere che qualcuno all'interno della Procura o fra i componenti del Grand Jury, potrebbero aver fatto la spia.
- Altri interpreti: Jack McGee, Natasha Gregson Wagner, David Burke, Robert LaSardo, Archie Kao, David Berman, Dave Shalansky, Van Epperson, Ashley-Nicole Sherman, Andrew Hawkes, Daniel Louis Rivas
- Special guest star: Bonnie Bedelia
- Ascolti USA: telespettatori 20 580 000.[24]
- Ascolti TV Italia: 2 332 000 telespettatori.[25]

## Mille giorni sulla Terra
- Titolo originale: A Thousand Days on Earth
- Diretto da: Kenneth Fink
- Scritto da: Evan Dunsky

### Trama
La disturbante morte di una bambina di quattro anni, trovata dentro una scatola, ha un forte impatto in Catherine mentre cerca indizi del suo assassino, come darle il nome della strada dove è stata ritrovata e oltrepassando il limite mentre interroga un sospettato che si rivela essere innocente.
- Altri interpreti: Jay Paulson, David Meunier, Raymond Cruz, Ryan Simpkins, Jennifer Hall, Bobby Hosea, Greg Fitzsimmons, Nathan Baesel, Archie Kao, Dariush Kashani, David Berman, William Stanford Davis, Donnamarie Recco, Vincent Duvall, Noah Harpster
- Special guest star: Liz Vassey
- Ascolti USA: telespettatori 20 090 000.[26]
- Ascolti TV Italia: 2 565 000 telespettatori.[27]

## Catena di delitti
- Titolo originale: Drops Out
- Diretto da: Jeffrey Hunt
- Scritto da: Dustin Lee Abraham, Allen MacDonald e Naren Shankar

### Trama
Brass, Grissom e Nick lavorano sul caso di una vittima femminile trovata in un condominio con una ferita d'arma da fuoco. Scoprono anche un'altra vittima nell'appartamento sopra. Sballo diventa il sospettato principale durante le indagini, nonostante si trovi ancora in prigione.
- Altri interpreti: Grant Sullivan, Cara Santana, Al Shearer, Octavia Spencer, Archie Kao, David Berman
- Special guest star: Method Man, Liz Vassey
- Ascolti USA: telespettatori 17 020 000.[28]
- Ascolti TV Italia: 2 650 000 telespettatori.[29]

## Le stringhe
- Titolo originale: The Theory of Everything
- Diretto da: Christopher Leitch
- Scritto da: Douglas Petrie, David Rambo e Carol Mendelsohn

### Trama
L'intera squadra deve affrontare un'abbondanza di casi, la morte di un uomo che ha preso fuoco sotto custodia della polizia; la morte di un uomo con il sangue verde collegato alla droga; e la morte di una coppia anziana che erano in cattivi rapporti con il vicinato. Casi che sono tutti legati in qualche modo.
- Nota. Nella puntata sono presenti, in un cameo, Adam Savage e Jamie Hyneman i protagonisti del programma MythBusters nella scena in cui Nick testa il taser su un manichino di gel balistico.
- Altri interpreti: Chloe Webb, Karl Makinen, Christine Lakin, Archie Kao, Sam Witwer, José Pablo Cantillo, Don Swayze, David Berman, Sheeri Rappaport, Jon Wellner
- Special guest star: Liz Vassey
- Ascolti USA: telespettatori 18 010 000.[30]
- Ascolti TV Italia: 2 557 000 telespettatori.[31]

## Due morti e mezza
- Titolo originale: Two and a Half Deaths
- Diretto da: Alec Smight
- Scritto da: Chuck Lorre e Lee Aronsohn

### Trama
La problematica star di una sitcom viene assassinata mentre sta filmando un episodio a Las Vegas. Le indagini rivelano un mucchio di sospetti, inclusi suo marito, la sua controfigura e l'intero staff di sceneggiatori.
- Altri interpreti: Constance Marie, Benjamin King, Tom McGowan, JD Walsh, Kevin Sussman, David Berman, Jon Wellner, Brian Letscher
- Special guest star: Katey Sagal, Rachael Harris, Diedrich Bader, Stephen Tobolowsky, Liz Vassey
- Nota. L'episodio è un crossover con la sitcom Due uomini e mezzo. In un cameo non accreditato appaiono infatti i tre protagonisti della serie: Charlie Sheen, Jon Cryer e Angus T. Jones. Precedentemente George Eads era apparso, come guest star, nel 17º episodio della quinta stagione di Due uomini e mezzo (Matrimonio sfortunato)[32].
- Ascolti USA: telespettatori 18 070 000.[33]
- Ascolti TV Italia: 2 739 000 telespettatori.[31]

## L'arresto di Warrick
- Titolo originale: For Gedda
- Diretto da: Kenneth Fink
- Scritto da: Dustin Lee Abraham, Richard Catalani e Kenneth Fink

### Trama
Warrick è accusato dell'omicidio di un gangster di Las Vegas. Ancora più complicato è il fatto che Warrick non è sicuro se sia innocente o colpevole.
- Altri interpreti: Conor O'Farrell, Jay Karnes, John Capodice, David Gianopoulos, Archie Kao, Marc Vann, Donzaleigh Abernathy, David Berman, Jon Wellner, Gerald McCullouch, Larry Sullivan, Kwame Patterson, Deborah Ann Woll
- Special guest star: Liz Vassey, James Earl Jones
- Ascolti USA: telespettatori 18 060 000.[34]
- Ascolti TV Italia: 2 107 000 telespettatori.[31]